# Christina Åstrand
Christina Åstrand (født 6. juni 1969 i Skanderborg) er en dansk violinistinde, der er koncertmester i DR SymfoniOrkestret.
Åstrand blev født ind i en musikalsk familie med faren Tony Agne Åstrand der var trompetist i Århus Symfoniorkester og mormoren der var pianist.
Fra hun var fire år blev hun undervist at violinisten Tove Detreköy efter Suzukimetoden på Århus Folkemusikskole. Hun fortsatte hos Bela Detreköy og blev som 13-årig optaget på Det Jyske Musikkonservatorium, hvorfra hun fik diplomeksamen i 1988.
Åstrand var derefter et år i Paris hos Gerard Poulet. 
I 1990 fik hun mulighed for at blive solist til en skandinavisk førsteopførsel af Sofia Gubaidulinas "Offertorium" efter et afbud, og ugen efter var hun koncertmester hos Århus Sinfonietta, der som nystiftet ensemble havde sin første offentlige koncert.
I 1993 blev Åstrand ansat i stillingen som koncertmester hos Radiosymfoniorkestret, og i 2018 havde hun 25 års jubilæum.
Udover sit arbejde hos DR har hun fungeret som solist og i forskellige ensembler. I 1999 blev hun gift med pianisten Per Salo og de to udgør Duo Åstrand/Salo.
Hendes Christina Åstrand Ensemble består foruden hende selv og Salo af Stine Hasbirk på bratsch, cellisten Henrik Dam Thomsen og bassisten Michael Dabelsteen.